# Lintneria praelongus
Lintneria praelongus là một loài bướm đêm thuộc họ Sphingidae. Nó được tìm thấy ở Honduras và Guatemala.
Loài này giống với Lintneria istar.
Ấu trùng có thể ăn Lamiaceae (như Salvia, Mentha, Monarda và Hyptis), Hydrophylloideae (như Wigandia) và Verbenaceae (như Verbena và Lantana).

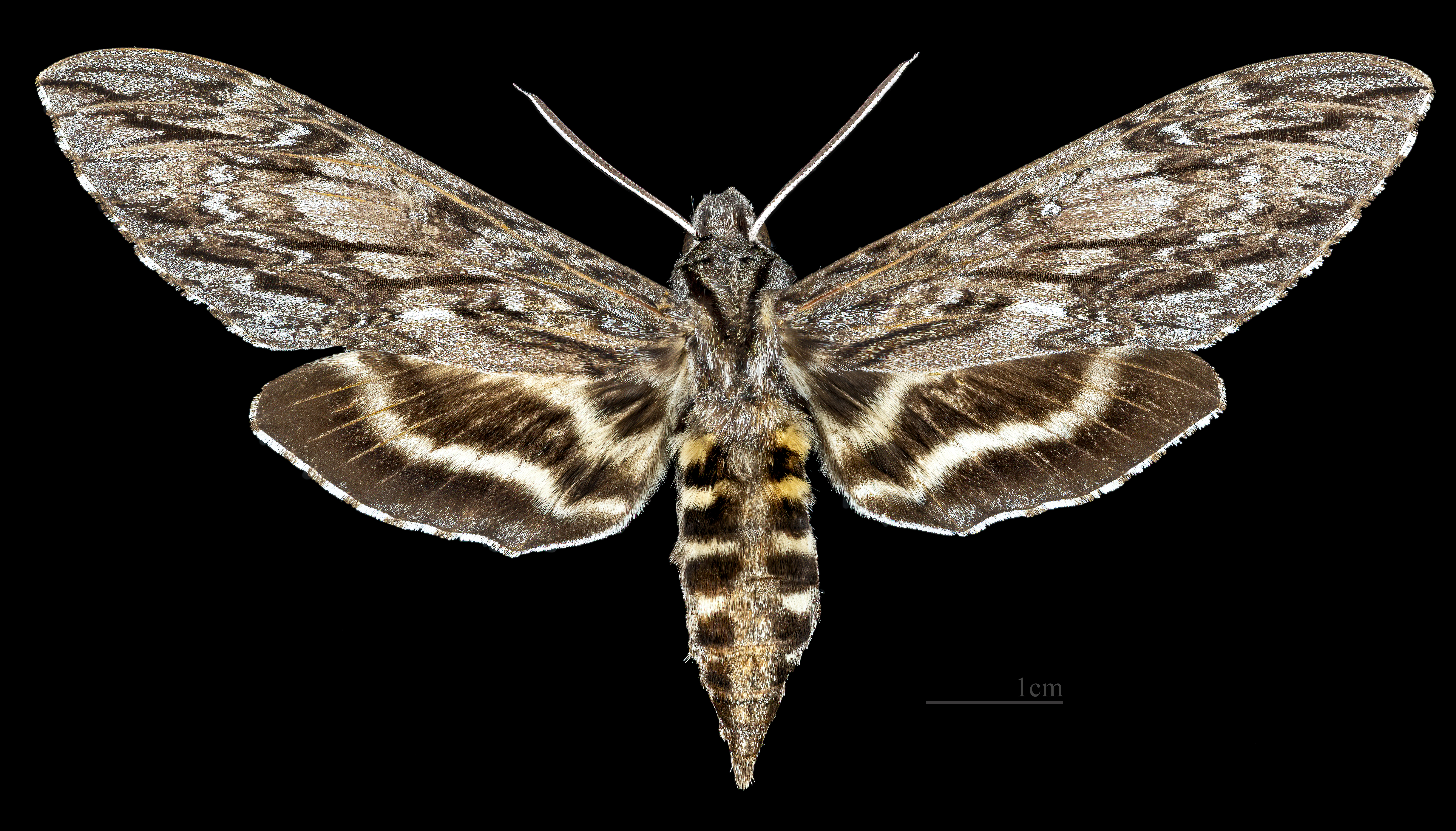
Lintneria praelongus  ♀
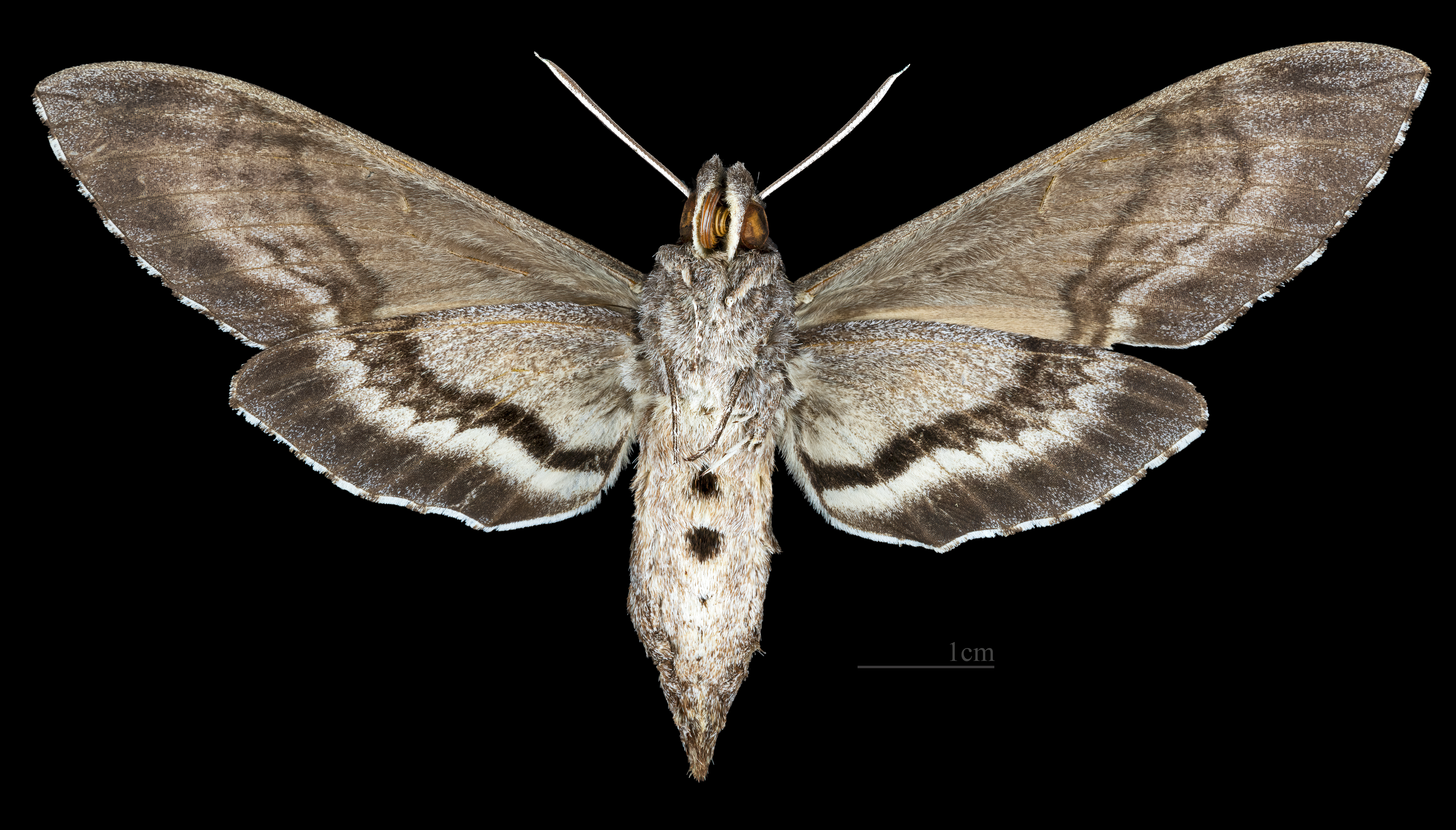
Lintneria praelongus ♀ △